# Beskkremla
Beskkremla (Russula veternosa) är en svampart som beskrevs av Elias Fries 1838. Beskkremla ingår i släktet kremlor och familjen kremlor och riskor.  Arten är reproducerande i Sverige. Inga underarter finns listade i Catalogue of Life.

## Källor

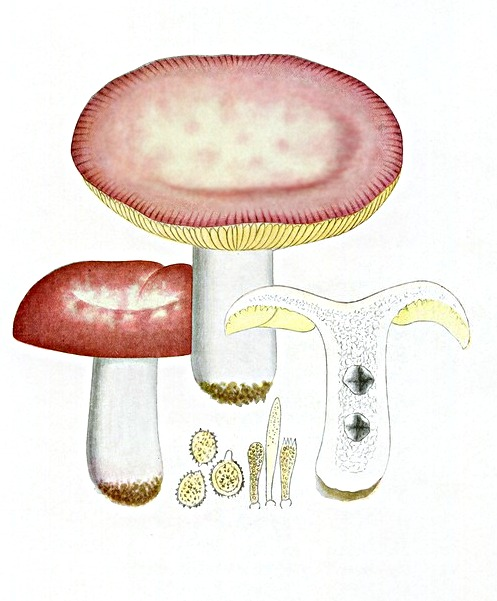
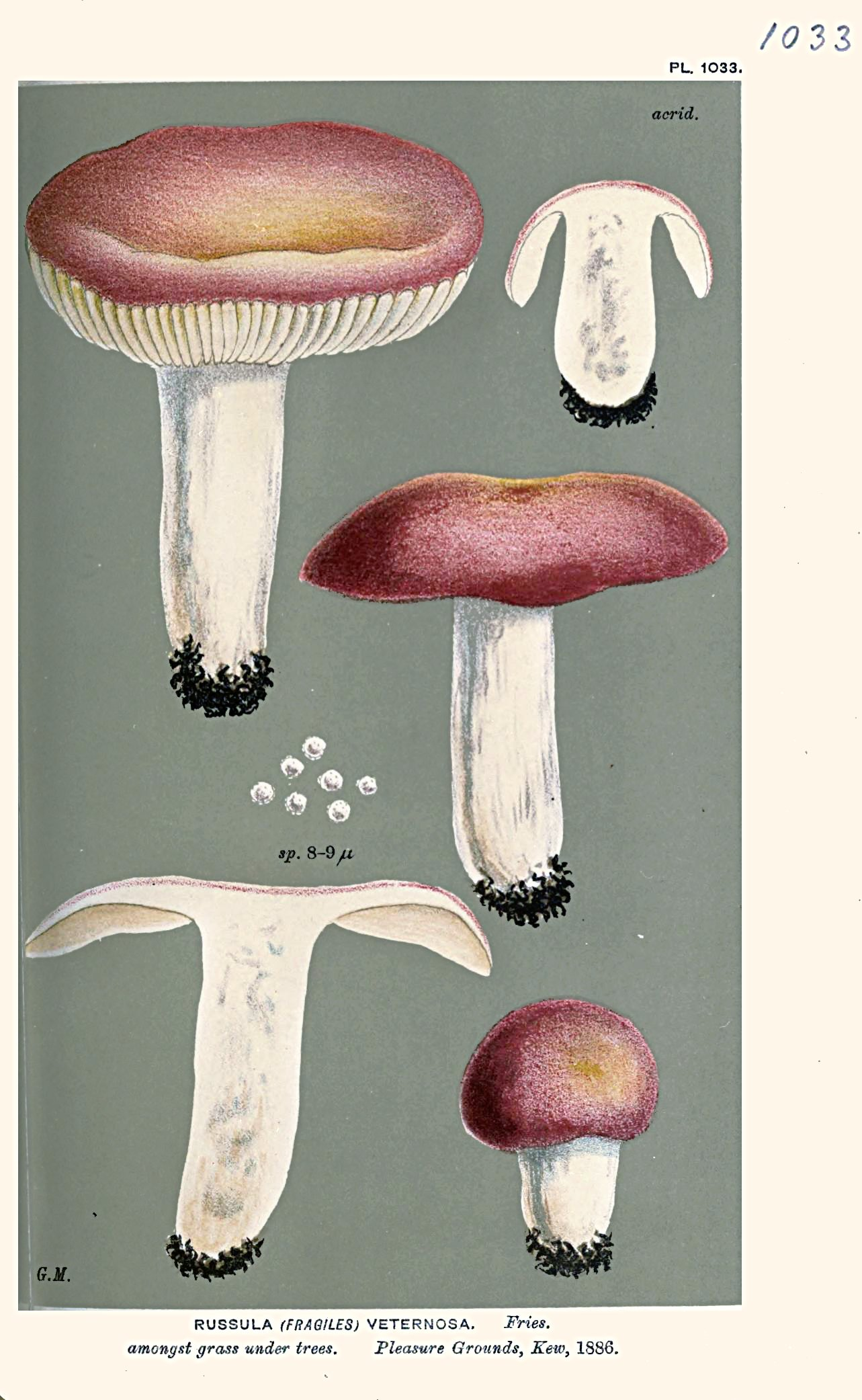
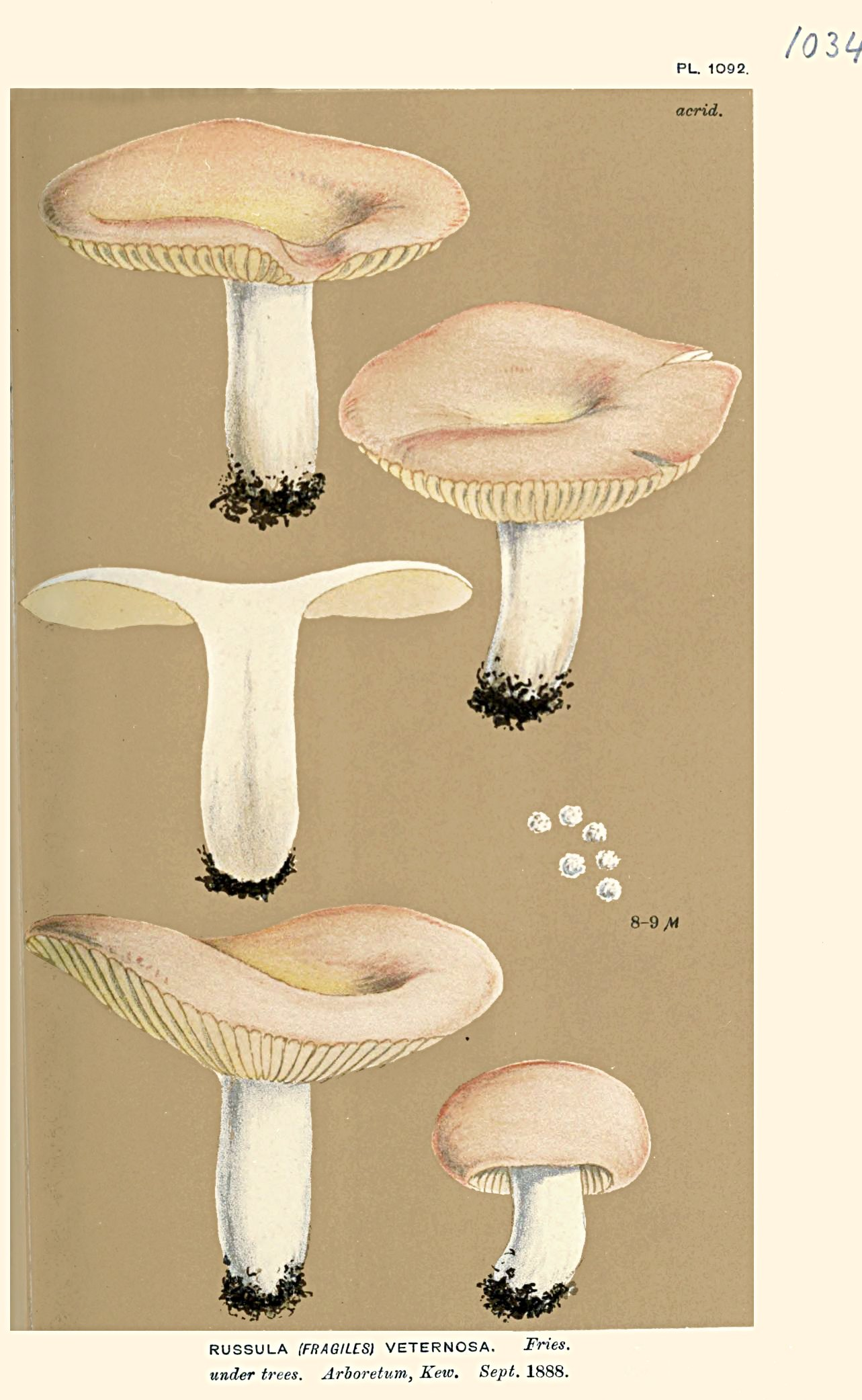